# Pascal Lainé
Pascal Lainé (Anet, 10 mei 1942 – Parijs, 30 december 2024) was een Franse schrijver. Hij ontving de Prix Médicis 1971 voor zijn roman l’Irrévolution en de Prix Goncourt 1974 voor zijn roman La Dentellière.

## Biografie
Lainé studeerde van 1962 tot 1968 aan het École normale supérieure de Saint-Cloud in Parijs. Hij had grote belangstelling voor filosofie en geschiedenis en bestudeerde het werk van Heidegger, Kant, Spinoza en Merleau-Ponty. Hij koos Russisch als tweede vreemde taal waardoor hij de boeken van Dostojevski en Anton Tsjechov in de oorspronkelijke taal kon lezen.
Hij sloot zijn studie af met een Agrégation de philosophie (lesbevoegdheid wijsbegeerte). Hij begon zijn loopbaan als leraar aan het Lycée Technique in Saint-Quentin (Aisne) en later aan het Lycée Louis-le-Grand in Parijs. In 1974 werd hij benoemd tot professor aan het Institut universitaire de technologie (IUT) in Villetaneuse.
Pascal Lainé heeft meer dan dertig romans gepubliceerd, waaronder enkele detectives en historische romans. Hij schreef essays, theaterstukken en scenario’s voor film en televisie. Ook publiceerde hij enkele boeken over naturisme.
Tussen 2000 en 2003 en vervolgens van 2009-2012 was hij bestuurslid van de Société des auteurs et compositeurs dramatiques (SACD).
Lainé overleed op 30 december 2024 op 82-jarige leeftijd.

## Werken
- 1967 B. comme Barabbas (roman)
- 1971 L'Irrévolution (roman, prix Médicis,1971)[4]
- 1974 La Dentellière (roman, prix Goncourt 1974). NL: De kantwerkster. Vertaald door Jenny Tuin. Uitgeverij De Arbeiderspers, Amsterdam, 1975. ISBN 9029527447.[5][6]
- 1974 La Femme et ses images (wetenschap)
- 1978 Si on partait (roman)
- 1979 L'Eau du miroir (roman)
- 1979 Tendres cousines (roman). NL: Tedere nichten. Vertaald door Paul Syrier. Uitgeverij De Arbeiderspers, Amsterdam, 1981. ISBN 9029527455.[7]
- 1982 Terre des ombres (roman)[8]
- 1982 Si j'ose dire: entretiens avec Jérôme Garcin[8]
- 1984 Jeanne du bon plaisir ou Les hasards de la fidélité (historische roman)
- 1985 Trois petits meurtres … et puis s’en va (Inspecteur Lester)
- 1985 Plutôt deux fois qu’une (Inspecteur Lester)
- 1987 L'Assassin est une légende (Inspecteur Lester)
- 1988 Les petites égarées (La moitié du bonheur, tome 1) (roman)
- 1989 Elena (roman)
- 1990 Monsieur vous oubliez votre cadavre (Inspecteur Lester)
- 1991 Dîner d’adieu (roman). NL: Afscheidsdiner Vertaald door Willem Kurstjens en Frans Stoks. De Geus, Breda, 1992. ISBN 9052261024.[9]
- 1992 Dialogues du désir (roman)
- 1993 L’Incertaine (roman). NL: De twijfelaarster. Vertaald door Willem Kurstjens en Frans Stoks. De Geus, Breda, 1994. ISBN 9052261830.[10]
- 1994 Collision fatale (roman)
- 1994 La semaine anglaise (La moitié du bonheur, tome 2) (roman)
- 1996 Fleur de pavé (roman over Aristide Bruant)
- 1997 Le commerce des apparences (essay)
- 1997 Comme une image (roman)
- 1998 Il ne s’est rien passé (verhalen)
- 1998 Capitaine Bringuier (toneelstuk)
- 1998 Les enquêtes de l’inspecteur Lester (verzamelbundel Inspecteur Lester)
- 1999 Anaïs nue (roman)
- 2000 Sacré Goncourt ! (essay)
- 2000 Quatre femmes (roman)
- 2000 A croquer (roman)
- 2000 Théâtre 1993-1999 (verzamelbundel toneelstukken)
- 2001 Derniers jours avant fermeture (roman)
- 2001 Petits nues et variations (fotoboek)
- 2002 Casanova, dernier amour (historische roman)
- 2002 Votre livre de la semaine (roman)
- 2003 La Presque Reine (historische roman over Madame du Barry)
- 2003 Stupéfiantes lucarnes (essay)
- 2005 Le mystère de la Tour Eiffel (roman)
- 2004 La légende vraie d’Evita (over Eva Perón)
- 2005 Traité de nudité (essay)
- 2006 Un clou chasse l'autre ou La vie d’artiste (essay)
- 2006 L'Instant amoureux (fotoboek)
- 2008 Maman, quand je serai grand je veux être patron du CAC 40 (essay)
- 2008 Nude Attitude (tekst en foto’s, over naturisme)
- 2012 Eduard Lockroy. L’oublié de la tour Eiffel (roman)

### Verfilmingen
- 1977 La Dentellière, verfilmd door Claude Goretta, met Isabelle Huppert in de hoofdrol.
- 1980 Tender Cousins, verfilmd door David Hamilton, gebaseerd op Tendres cousines.
- 2005 La légende vraie de la tour Eiffel, tv-film door Simon Brook, gebaseerd op Le mystère de la tour Eiffel.

## Links
- Virtual International Authority File (VIAF): 7392526
- (en)   Pascal Lainé in de Internet Movie Database

- Bibsys: 90088111
- Biblioteca Nacional de España: XX969716
- Bibliothèque nationale de France: cb11910714p (data)
- Catàleg d'autoritats de noms i títols de Catalunya: 981058523287006706
- CiNii: DA04725082
- Digitale Bibliotheek voor de Nederlandse Letteren: lain003
- Gemeinsame Normdatei: 119038951
- International Standard Name Identifier: 0000 0001 0866 4889
- Library of Congress Control Number: n50039421
- Nationale Bibliotheek van Letland: 000287252
- Bibliotheek van het Japanse parlement: 00446669
- Nationale Bibliotheek van Tsjechië: xx0012502
- Nationale bibliotheek van Australië: 35288099
- Nationale Bibliotheek van Israël: 987007443223505171
- Nationale Bibliotheek van Polen: a0000001124923
- Nederlandse Thesaurus van Auteursnamen: 069682275
- Réseau des bibliothèques de Suisse occidentale: 02-A000102071
- Système universitaire de documentation: 026961180
- Trove: 898654
- Virtual International Authority File: 7392526
- WorldCat: E39PBJppwxbpdHwmY7GhvwFBT3